# Banca della Namibia
La Banca di Namibia (in inglese Bank of Namibia) è la banca centrale della Repubblica di Namibia, la cui istituzione è sancita dall'articolo 128 della Costituzione della Namibia.
Si trova nella capitale Windhoek. La Banca della Namibia è stata istituita nel 1990 da parte del Bank of Namibia Act del 1990 (legge 8 del 1990). La Banca della Namibia è l'unica istituzione autorizzata ad emettere il Dollaro della Namibia da parte delle autorità namibiane ai sensi di una legge del Parlamento della Namibia. Il capo della Banca della Namibia è il Governatore della Banca della Namibia.
Fino ad oggi i Governatori sono stati:
- Dr WL Bernard (dal 16/07/1990 fino al 31/08/1991)
- Mr E Karlsson (dal 01/09/1991 fino al 31/12/1993)
- Dr J Ahmad (dal 01/01/1994 fino al 31/12/1996)
- Mr TK Alweendo (dal 01/01/1997 fino al 25/03/2010)
- Mr Ipumbu Shiimi (dal 25/03/2010 a oggi)[3]

La banca è impegnata in politiche per promuovere l'inclusione finanziaria ed è un membro dell'Alleanza per l'inclusione finanziaria. Il 5 marzo 2012, la Banca della Namibia ha annunciato che avrebbe assunto specifici impegni per l'inclusione finanziaria nel quadro della Dichiarazione Maya.